# Escuela de Músicas Militares
La Escuela de Músicas Militares (EMUM) es un centro docente integrado en la Academia Central de la Defensa en el que se imparten las enseñanzas de formación y perfeccionamiento del Cuerpo de Músicas Militares, cuyos miembros se agrupan en una escala oficiales y otra de suboficiales.  

## Historia
La escuela fue creada por Real Decreto 742/2001, de 29 de junio. Está ubicada en el establecimiento militar de la Academia Central de la Defensa (Carabanchel, Madrid).

## Funciones
Su función es la de formar a los músicos de las 26 agrupaciones o unidades de música de las Fuerzas Armadas españolas existentes en la actualidad e impartir la docencia de sus dos especialidades fundamentales, de dirección e instrumentista.
En particular: 
- Impartir la enseñanza militar de formación para la incorporación a las Escalas de militares de carrera del Cuerpo de Músicas Militares y la enseñanza militar de formación de los militares de complemento adscritos a dicho Cuerpo.
- Impartir la enseñanza militar de perfeccionamiento a los militares de carrera del Cuerpo de Músicas Militares y a los militares de complemento adscritos a dicho Cuerpo.
- Colaborar, cuando se determine, en la preparación de los militares profesionales de tropa y marinería, para el acceso a la enseñanza militar de formación para la incorporación a la Escala de Suboficiales del Cuerpo de Músicas Militares.
- Recopilar, custodiar y difundir los fondos musicales de interés para las Fuerzas Armadas.
- Organizar, realizar, dirigir y evaluar actividades académicas y de investigación en el ámbito de la música militar.